# Geir Lippestad
Geir Lippestad (født 7. juni 1964) er en norsk advokat.
Lippestad blev cand.jur. fra Universitetet i Oslo i 1990.
Han blev i juni 2011 udpeget som forsvarer for Anders Behring Breivik. Det skete efter tiltaltes eget ønske. Anders Behring Breivik er tiltalt for at have sprængt en bombe ved regeringsbygningerne i Oslos centrum og at have skudt og dræbt 69 deltagere i en sommerlejr for unge socialister på Utøya 22. juli 2011.
Lippestad har tidligere påtaget sig kontroversielle sager og repræsenterede nynazisten Ole Nicolai Kvisler som i 2002 blev idømt 17 års fængsel for det racistisk motiverede drab på Benjamin Hermansen, det såkaldte Holmlia-drab.
Foruden at drive Advokatfirmaet Lippestad med Vibeke Hein Bæra, er Geir Lippestad socialdemokrat, tidligere vælgerforeningsformand i Arbeiderpartiet og nuværende formand for den norske afdeling af Youth for Understanding. 
Geir Lippestad er gift. Med sin kone har han otte sammenbragte børn.

## Eksterne links
- Advokatfirmaet Lippestad AS – hjemmeside